# Nicolas Chapuis
Pour les articles homonymes, voir Chapuis.
Nicolas Chapuis, né le 8 novembre 1957 à Neuilly-sur-Seine, est un diplomate, traducteur, essayiste et haut fonctionnaire français.

## Biographie
Nicolas Chapuis est le fils de Florence Aboulker, romancière, et de Jacques Floran, écrivain et producteur de radio. Il est aussi le frère de Fabrice Aboulker.
Il est élève au lycée Condorcet et à St Paul's School, Concord, New Hampshire. Après son baccalauréat il poursuit des études de langues à l'INALCO en chinois et en mongol, ainsi que d'histoire à l'université Paris VII. Il entre au ministère des Affaires étrangères en septembre 1980 où il est envoyé à Pékin comme attaché de presse. Il est admis au concours d'Orient en novembre 1982.
Successivement en poste à Pékin, Boston, Singapour, Shanghai (consul général), Londres (conseiller culturel et directeur de l'Institut français du Royaume-Uni) et Oulan-Bator (ambassadeur), il a traduit plusieurs ouvrages chinois et écrit un essai Tristes automnes en 2001. De 2003 à 2005, il est en poste à l'ambassade de France en Mongolie. Il a été détaché comme préfet des Hautes-Alpes en 2009-2010. De retour au Quai d'Orsay en décembre 2010, il coordonne la mission WikiLeaks à la direction de la Prospective avant de devenir directeur des systèmes d'information le 1er juillet 2011, puis ambassadeur de France au Canada de 2015 à 2017, et ambassadeur de l'Union Européenne en Chine de 2018 à 2022.
Il est membre du conseil scientifique de l'Institut Transcultura.

## Ouvrages

### Traductions
- Pa Kin,  Le Jardin du repos, trad. par Nicolas Chapuis et Roger Darrobers, révisée par Bai Yuegui et Robert Ruhlmann, éditions Robert Laffont, coll. « Pavillon/Langues'O », 1979, 236 p.
- Qian Zhongshu, Cinq essais de poétique, trad. par Nicolas Chapuis, éditions Christian Bourgois, 1987
- Yang Jiang, Le Bain, trad. par Nicolas Chapuis, éditions Christian Bourgois, 1992
- Du Fu, Poèmes de jeunesse. Œuvre poétique I, trad. par Nicolas Chapuis, Les Belles Lettres, 2015
- Du Fu, La guerre civile (755-759). Œuvre poétique II, trad. par Nicolas Chapuis, Les Belles Lettres, 2018
- Du Fu, Au bout du monde (759). Œuvre poétique III, trad. par Nicolas Chapuis, Les Belles Lettres, 2021

### Essais
- Tristes automnes : poétique de l’identité dans la Chine ancienne, Paris, Libraire – Éditeur You Feng, 2001
- « Shanghai et la France : une rencontre », in Shanghai, ouvrage collectif sous la direction de Nicolas Idier, Paris, Robert Laffont, coll. « Bouquins », 2010

## Récompenses et distinctions

### Décorations
- Chevalier de la Légion d'honneur
- Officier de l'ordre national du Mérite